# Maria Wedmanowa
Maria Wedmanowa, właśc. Maria Wedman, z domu Bartosz, ps. „Wera” (ur. 24 sierpnia 1903 w Łodzi, zm. 28 kwietnia 1943 tamże) – polska włókniarka, działaczka komunistyczna.

## Życiorys
Pochodziła z łódzkiej rodziny robotniczej, osierocona w dzieciństwie musiała od dwunastego roku życia pracować w fabrykach włókienniczych m.in. w fabryce Geyera. Dość wcześnie zetknęła się ze środowiskiem KPP, podjęła się kolportowania prasy o treściach komunistycznych, a w swoim mieszkaniu przechowywała zakazaną literaturę. W 1928 roku poślubiła działacza KPP Adama Wedmana. Kierowała organizacją partyjną KPP na łódzkich Chojnach.
Podczas okupacji niemieckiej (w trakcie II wojny światowej) kontynuowała działalność w tajnych strukturach odradzającego się ruchu komunistycznego w Łodzi. Najpierw brała udział wraz z mężem w spontanicznych akcjach sabotażowych, a od 1941 r. oboje byli w strukturze komunistycznej łódzkiej organizacji podziemnej pn. Front Walki o Naszą i Waszą Wolność, gdzie była jednym z członków kierownictwa.
Po powstaniu PPR i wejściu w jej skład Frontu Walki została I sekretarzem komitetu dzielnicowego Łódź Górna-Prawa. W mieszkaniu Wedmanów odbywały się spotkania i narady kierownictwa łódzkiego PPR, mieścił się tam również magazyn broni, punkt kontaktowy kolportujących wydawnictwa lewicowe i skład medykamentów dla potrzeb partyzantki. Współpracowała tu z działaczami PPR, m.in. Mieczysławem Moczarem, Ignacym Loga-Sowińskim, Adelą Jaranowską-Medyńską i Stefanem Przybyszewskim.
Wedmanowie zostali aresztowani 18 kwietnia 1943 roku. Maria, po dziesięciu dniach torturowania, aby zapobiec denuncjacji współtowarzyszy, popełniła samobójstwo w celi więzienia kobiecego przy ul. Gdańskiej 13 (Frauengefängnis, Danziger Strasse 13). Jej ciało zostało złożone na jedynym dostępnym podówczas cmentarzu dla Polaków zamieszkałych w Łodzi, na cmentarzu św. Wojciecha na Chojnach.
Po wojnie ciało Marii Wedmanowej zostało ekshumowane i przeniesione na Stary Cmentarz przy ul. Ogrodowej, do kwatery działaczy PPR.
Maria Wedmanowa była patronką ulicy w przemysłowej części łódzkiej dzielnicy Górna.